# Mariana Monclús i Charles
Mariana Monclús i Charles (Alcarràs, 1908 – Barcelona, 1981) fou una mestra catalana. Filla de Jacint Monclús i Charles (nascut el 1875) i d'Encarnació Charles Foixench, el seu pare fou administrador del patrimoni de la família Lamarca a Vallmanya. Estudià magisteri a l'Escola Normal de Lleida, obtenint el títol de mestra el 1939. El 1935 fou nomenada directora de l'Escola Nacional de noies de Viladecans. A finals de 1937 rebé el nomenament de mestra interina d'ensenyament primari de la Generalitat de Catalunya i treballà a diversos grups escolars de Barcelona fins a l'acabament de la Guerra Civil espanyola. El 1939 fou acusada per la Comissió Depuradora del Magisteri de Barcelona d'haver estat afavorida per la seva coneixença amb el president Macià, de sostenir idees comunistes i separatistes i de treballar durant la guerra en una escola depenent del Consell de l'Escola Nova Unificada. El 1941 fou traslladada a l'Escola de Rueda de la Sierra (Guadalajara). Reincorporada a la tasca docent com a mestra a Catalunya fou destinada a l'escola del Pla de Llerona (Vallès Oriental) el 1952, on fou sancionada reiteradament per la Inspecció Provincial d'Ensenyament.
El seu fons personal ha estat conservat pels seus productors i hereva fins al seu ingrés a l'Arxiu Nacional de Catalunya. El fons aplega la documentació produïda i rebuda per Francesc Ribó i Rovira i Mariana Monclús i Charles, principalment com a resultat de la seva activitat professional com a mestres. En el cas de la segona, el fons inclou diverses partides de naixement, el títol de mestra, documentació del seu nomenament i presa de possessió a diverses escoles de Viladecans i Barcelona entre 1935 i 1938, el plec de càrrecs instat contra ella a finals de 1939, la comunicació de trasllat i altres oficis de la seva destinació a Rueda de la Sierra (Guadalajara) entre 1941 i 1944, així com, finalment, els expedients i sancions rebudes després de la seva adscripció a l'escola del Pla de Llerona (Vallès Oriental) dels anys 1952-1955. En el seu conjunt, el fons facilita una aproximació, a través de l'experiència personal d'una parella de mestres de primària, a l'aplicació de la repressió franquista sobre el col·lectiu docent republicà amb posterioritat a la Guerra Civil espanyola.